# Henri De Wolf (wielrenner)
Henri De Wolf (Deinze, 17 augustus 1936 – 12 januari 2023) was een Belgisch wielrenner.
Hij was prof van 1959 tot 1969 en won onder andere de Waalse Pijl in 1962, de dag ervoor eindigde hij als twaalfde in Luik-Bastenaken-Luik wat samen goed was voor de zege in het Ardens wielerweekend, al moest hij deze wel delen met de Duitser Rolf Wolfshohl.
De Wolf overleed in januari 2023 op 86-jarige leeftijd.
In de jaren '70-73 was hij sportdirecteur van de wielerploeg 'Hertecamp'. Onder andere tweevoudig Belgisch kampioen veldrijden Marc De Block en Paul De Brauwer, net als latere iconische verslaggever Jose De Cauwer maakten deel uit van dat team. Over die laatste zei hij: 'Hij had al rap door wat moest en wat kon.'
Vanaf '74 werd hij de persoonlijke coach in veldrijden van zijn voormalige (weg)ploegleden De Block en De Brauwer.
Marc De Block over zijn voormalige bestuurder/coach: 't was ne specialen, He.'

## Belangrijkste resultaten
1960
- 3e Kuurne-Brussel-Kuurne

1961
- 1e in 7e etappe Dauphiné Libéré

1962
- 1e Waalse Pijl
- 1e Ardens wielerweekend

1963
- 1e Druivenkoers Overijse

1964
- 1e in 10e etappe Ronde van Spanje

## Resultaten in voornaamste wedstrijden
| Jaar | Ronde van Italië | Ronde van Frankrijk | Ronde van Spanje |
| ---- | ---------------- | ------------------- | ---------------- |
| 1960 |                  |                     |                  |
| 1961 |                  |                     |                  |
| 1962 |                  |                     |                  |
| 1963 |                  | 33e                 |                  |
| 1964 |                  | buiten tijd         | 14e (1)          |
| 1965 |                  | 60e                 | 46e              |
| 1966 |                  | 76e                 |                  |
| 1967 | opgave           |                     |                  |
| 1968 |                  |                     |                  |
| 1969 |                  |                     | 62e              |

| Jaar | Milaan-San Remo | Gent-Wevelgem | Ronde van Vlaanderen | Parijs-Roubaix | Amstel Gold Race | Luik-Bast.‑Luik | Waalse Pijl | Parijs-Brussel | Omloop Het Volk |
| ---- | --------------- | ------------- | -------------------- | -------------- | ---------------- | --------------- | ----------- | -------------- | --------------- |
| 1960 |                 | 17e           | 5e                   | 5e             |                  | 8e              | 21e         |                |                 |
| 1961 | 91e             | 16e           | 11e                  | 38e            |                  | 16e             |             |                | 4e              |
| 1962 |                 | 45e           | 13e                  | 35e            |                  | 12e             | Goud        | 7e             | 29e             |
| 1963 |                 |               |                      | 19e            |                  | 15e             | 36e         | 18e            | 43e             |
| 1964 |                 |               |                      | 51e            |                  |                 |             | 22e            |                 |
| 1965 |                 | 24e           |                      |                |                  |                 |             |                | 23e             |
| 1966 |                 |               |                      |                |                  |                 | 43e         | 74e            |                 |
| 1967 | 54e             |               | 57e                  |                | 42e              |                 |             |                |                 |